# Берёзовский национальный (кочевой) наслег
Берёзовский национальный (кочевой) наслег (якут. Березовка национальнай көһө сылдьар нэһилиэк, эвен. Хо̄ Эен нулгэри наслеган) — муниципальное образование и административно-территориальная единица в Среднеколымском улусе Якутии (Россия). Центр наслега — село Берёзовка. Кроме него в состав наслега входит село Уродан. Наслег расположен в восточной части Среднеколымского улуса и является его крупнейшей по площади административной единицей.
Берёзовский наслег был основан в 1954 году. Статус национального (кочевого) был присвоен Берёзовскому наслегу постановлением Президиума Верховного Совета Республики Саха (Якутия) от 20 марта 1992 года.
Основная часть населения наслега — эвены (87 %). Кроме них проживают якуты (7 %), русские (4 %) и эвенки (1 %). Основное занятие населения — оленеводство, рыбный и пушной промыслы.
В селе Берёзовка в 1954 году была открыта эвенская национальная кочевая школа (ныне «Березовская национальная средняя общеобразовательная школа им. В. А. Роббека»). В 1955 году она была преобразована в начальную, в 1975 стала восьмилетней, а в 1988 — средней. Изучаются эвенский язык (4 часа в неделю с 1 по 9 класс и 2 часа в неделю в 10-11 классах) и эвенская литература (1 час в неделю с 1 по 11 класс).

## Население
| 2002 | 2007 | 2010 | 2011 | 2012 | 2013 | 2014 |
| ---- | ---- | ---- | ---- | ---- | ---- | ---- |
| 341  | ↗367 | ↘338 | ↗339 | ↗343 | ↘332 | ↘320 |
| 2015 | 2016 | 2017 | 2018 | 2019 | 2020 | 2021 |
| ↘314 | ↘312 | ↘304 | ↗310 | ↗318 | ↘317 | →317 |